# HD 63032
c Puppis
Ne doit pas être confondu avec C Puppis (= HD 53704)
Désignations
c Puppis, également désignée HD 63032 ou HR 3017, est une étoile binaire de la constellation de la Poupe. Sa magnitude apparente visuelle est de 3,62 et elle est distante d'environ ∼ 810 a.l. (∼ 248 pc) de la Terre. c Puppis se trouve sur le ciel entre Naos et Nu Puppis.
Elle est située dans l'amas ouvert NGC 2451, dont elle est l'étoile la plus brillante de plus de deux magnitudes. Étant donné que le point de sortie de la séquence principale de l'amas est autour du type B7, les paramètres du système sont compatibles avec une appartenance à NGC 2451.
c Puppis est un système binaire. Son étoile primaire est classée comme une géante lumineuse orange de type spectral K5IIa, tandis que son compagnon est une étoile bleu-blanc de la séquence principale de type B9V.